# Dauno Totoro
Dauno Totoro Taulis (Moscú, Unión Soviética, 1 de abril de 1963) es un escritor chileno, que también se desempeña como editor, periodista, guionista, documentalista y director, ganador del Premio Latinoamericano de Periodismo José Martí en 1994.

## Biografía
Hijo de padre ítalo-mexicano, Dauno Totoro Nieto y madre chilena, María Inés Taulis. Nació en Moscú durante el período de la extinguida Unión Soviética, a lo largo de su vida se desarrolló en varios países como Canadá, Argentina, México o la inaudita Trinidad y Tobago, pero la mayor parte de su vida ha residido en Chile.
Se formó profesionalmente en las carreras de Biología y Comunicación Social, con estudios en Chile, Argentina y Canadá. En su trayectoria, ha destacado por su trabajo de investigación periodística y reportajes. Durante su juventud vivió la dictadura militar en Chile donde tuvo una activa participación en contra de esta, llamando constantemente a la subversión y a la recuperación de "una democracia perdida". Las consecuencias de este accionar fueron la persecución política y la impuesta necesidad de salir del país. Por ese entonces siendo un estudiante activo de la Pontifica Universidad Católica de Chile, la cual no ofreció ayuda alguna y terminó expulsándolo de la carrera de Biología.
Debido al golpe de Estado de 1973 y posterior dictadura cívico-militar, Dauno Totoro no podría concluir sus estudios universitarios y menos obtener el título profesional respectivo y desde las experiencias durante y después de la situación política en Chile se desarrollaría como escritor y de forma autodidacta exploraría áreas del periodismo, la dirección audiovisual y trabajos que van desde guiones tanto teatrales como de películas y series.
Sus primeras obras de periodismo investigativo lo harían destacar ganando el Premio Latinoamericano de Periodismo José Martí en 1994, por serie de crónicas y reportajes acerca del alzamiento zapatista en Chiapas, México y su posterior desarrollo como escritor le valdría para ganar un premio Altazor junto a la compañía Teatrocinema en 2008.
Sus obras van desde la crónica y el periodismo de investigación a cuentos y narrativa juvenil e infantil, también se destacan novelas como La sonrisa del caimán o Los tiempos de la caimagüana, teniendo un repertorio de obras literarias de diversos estilos y enfoques.
Dauno Totoro fue fundador junto a la diseñadora y escritora Eugenia Prado Bassi de Ceibo Ediciones, involucrándose en los rumbos de la industria editorial en Chile.

## Totoro y la producción audiovisual

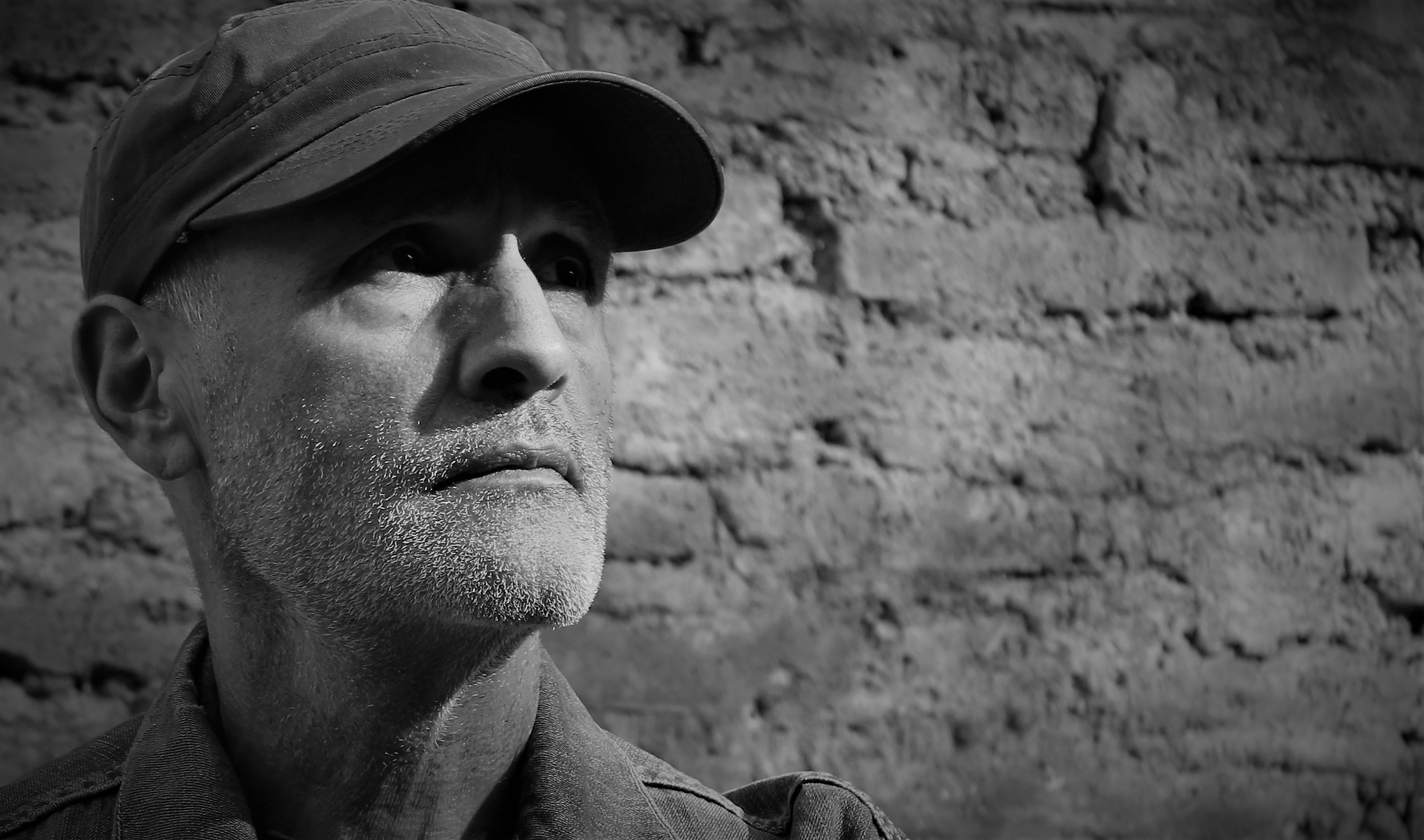
Dauno Totoro, 2021

Su desempeño como escritor lo acercó al mundo del libreto y el guión y también a la producción audiovisual, principalmente del documental, participando como director o guionista en múltiples proyectos audiovisuales tanto como para teatro, la serialización para la televisión o el documental. Fue guionista de la serie Diego y Glot, también de Huaiquimán y Tolosa, también estuvo involucrado en la adaptación chilena de la serie argentina Los Simuladores.
Ahondó en la dirección con documentales como "Crónica palestina, los caminos de la ira" junto a Miguel Littin o Üxüf Xipay, el despojo, donde temas como la reivindicación estarían bien marcados en el sello de Totoro, reflejado tanto en sus obras literarias como en sus trabajos audiovisuales.

## Vida personal
Su hijo, también llamado Dauno Totoro, es dirigente del Partido de Trabajadores Revolucionarios, de ideología trotskista.

## Obras

### Literatura

#### Periodismo de Investigación y Crónica
- “Camino Verde”, Autoedición (En coautoría con Angélica Navarro, Katherine Ulriksen y Juan Navarro), 1992.
- “EZLN: el ejército que salió de la selva”, Editorial Planeta, México, (En coautoría con Emiliano Thibaut y Guido Camú) 1994.
- “Zapatistas”, Editorial Liberarte, Buenos Aires, Argentina, (En coautoría con Emiliano Thibaut) 1996.
- “Zapatistas”, segunda edición actualizada, Grupo Editorial Tomo, México, (En coautoría con Emiliano Thibaut) 1998.
- “Hasta que valga la pena vivir; la revolución de octubre de 2019 en los muros de Santiago”, Editorial Ceibo, Chile, (En coautoría con Javier Rebolledo y Luciana Echeverría) 2019.
- "Rati, agente de La Oficina: La "pacificación" en democracia", Editorial Ceibo, Chile, (En coautoría con Javier Rebolledo) 2021.
- "Prohibido el paso: Propiedad militar", Editorial Ceibo, Chile, 2022.

#### Ensayo
- “La cofradía blindada”, Editorial Planeta, Chile, 1999.
- “Ser de izquierda”, Editorial Planeta, Chile, 2000.
- “La cofradía blindada”, segunda edición actualizada, Editorial Planeta, Chile, 2017.

#### Narrativa Infantil y Juvenil
- “Yerarya, el secreto de un Kaweshkar”, Editorial Cuarto Propio, Chile, 2002.
- “Los hombres que daban de beber a las mariposas”, Editorial Ceibo y Compañía Teatrocinema, Chile, (En coautoría con Abel Elizondo) 2010
- “La compañía de la soledad”, Editorial Ceibo, Chile, (En coautoría con Flavia Tótoro) 2021

#### Cuento y Narrativa Breve
- “El buscador de ciudades”, Editorial Cuarto Propio, Chile, 1995

#### Novela
- “La sonrisa del caimán”, Editorial Ceibo, Chile, 2010.
- “Los tiempos de la caimagüana”, Editorial Ceibo, Chile, 2011.
- “La sonrisa del caimán”, edición española, Ediciones del Serbal, Barcelona, España, 2016.
- “Gemelo de sí mismo”, Editorial NitroPress, México, 2017.
- “Plan Camelot”, Editorial Planeta, Chile, 2019.

### Libretos y guiones

#### Teatro (junto a la Compañía Teatrocinema de Chile)
- “Sin sangre”, 2007.[11]
- “El hombre que daba de beber a las mariposas”, 2008.[12]
- “La contadora de películas”, 2012.

#### Series para Televisión (Universidad Católica de Chile Televisión – UCTV)
- Los simuladores (Adaptación de la serie argentina, dirigida por Rodrigo Sepúlveda), 2004.
- Diego y Glot (Dirigida por Cote y Tatán Correa), 2005.
- Huaiquimán y Tolosa (Dirigida por León Errázuriz y Boris Quercia), 2006.
- Patagonia (Dirigida por Wilo Gómez), 2006.

#### Cortometrajes Animados (del director Wilo Gómez)
- “S-11”, 2009.
- “Cóndor”, 2011.
- “La Cacería”. 2012.

### Dirección de documentales
- “Crónica palestina, los caminos de la ira” (Junto a Miguel Littin), 2003.[8]
- “Üxüf Xipay, el despojo”, 2004.[13]
- Serie “La Soberbia”, episodios: “Nvtram, el bosque y la palabra”, “Un mundo miserable”, “Las jaulas en el mar”, “Ese mar”, “Shompallwe, agua sagrada”. 2006.[14]
- “Ngüenen, el engaño”, 2010.[15]
- “El cazador de agua”, 2010.

## Premios y reconocimientos
- Premio Concurso Revista de Libros, Artes y Letras de El Mercurio, Santiago de Chile, con el cuento “El último vuelo de los fabulosos Hermanos Wilson”. (1994)
- Primer lugar, Premio Latinoamericano de Periodismo José Martí, Prensa Latina, La Habana, Cuba, por serie de crónicas y reportajes acerca del alzamiento zapatista en Chiapas, México. (1994)[6]
- Premio Antonio Pigaffeta, Sociedad de Escritores de Chile y Universidad de Magallanes, Punta Arenas, Chile, con el cuento “El restaurador de mariposas”. (1995)
- Premio Categoría Pueblos Indígenas, Festival Voces Contra el Silencio, con el documental “Üxüf Xipay, el despojo”, México. (2004)[16]
- Premio Festival Latinoamericano de Cine Indígena, con el documental “Üxüf Xipay, el despojo”, Chile. (2004)[16]
- Premio Boston Latino Film Festival, Género Documental, con el documental “Üxüf Xipay, el despojo”, Boston, EEUUA. (2005)[16]
- Premio Festival de las Ideas, Género Documental, con el documental “Üxüf Xipay, el despojo”, Chile. (2006)[16]
- Premio Altazor para mejor dramaturgia teatral con la obra “Sin sangre”, junto a la Compañía Teatrocinema. (2008)[17]